# David Martin (Filmeditor)
David Martin (* 15. Dezember 1941) ist ein britischer Filmeditor. 

## Leben
Martin besuchte die Filmschule der Regent Street Polytechnic. Er begann seine Karriere in der Filmbranche Ende der 1960er Jahre bei der British Broadcasting Corporation, zunächst als Assistant Editor. Ab 1972 schnitt er zahlreiche Episoden britischer Fernsehserien.
Ab Anfang der 1980er Jahre zeichnete Martin auch für den Schnitt von Spielfilmen verantwortlich. Er schnitt unter anderem die Filmbiografie Sid und Nancy (1985), Mike Figgis′ Regiedebüt Stormy Monday (1988), die Filmkomödie Er? Will! Sie Nicht? (1989) und die romantische Komödie Der Engländer, der auf einen Hügel stieg und von einem Berg herunterkam (1995). Sein Schaffen umfasst mehr als 50 Produktionen.
1979 wurde Martin für seine Arbeit an der Miniserie Tanz in den Wolken für den British Academy Television Award nominiert.

## Filmografie (Auswahl)
- 1972: The Philpott File (Fernsehserie, 2 Episoden)
- 1972: Centre Play (Fernsehserie, 1 Episode)
- 1974: Marty Back Together Again (Fernsehserie, 1 Episode)
- 1974: One Pair of Eyes (Fernsehserie, 1 Episode)
- 1975: The Love School (Fernsehserie, 1 Episode)
- 1975: The Evacuees (Fernsehfilm)
- 1975–1980: BBC2 Playhouse (Fernsehserie, 5 Episoden)
- 1975–1982: Play for Today (Fernsehserie, 12 Episoden)
- 1976: Where Adam Stood (Fernsehfilm)
- 1976: Horizon (Fernsehserie, 1 Episode)
- 1976: Omnibus (Fernsehserie, 1 Episode)
- 1977: The Lively Arts (Fernsehserie, 1 Episode)
- 1978: Blake’s 7 (Fernsehserie, 1 Episode)
- 1978: Tanz in den Wolken (Pennies from Heaven, Miniserie, 6 Episoden)
- 1978: The Billion Dollar Bubble (Fernsehfilm)
- 1979: Citizen Smith (Fernsehserie, 3 Episoden)
- 1979–1980: Premiere (Fernsehserie, 2 Episoden)
- 1981: Arena (Fernsehserie, 1 Episode)
- 1983: The Ploughman's Lunch
- 1983: Loose Connections
- 1984: Gänsemarsch (Laughterhouse)
- 1985: Cyrano de Bergerac (Fernsehfilm)
- 1985: Wettlauf zum Pol (The Last Place on Earth, Miniserie, 1 Episode)
- 1986: Sid und Nancy (Sid and Nancy)
- 1987: Straight to Hell – Fahr zur Hölle (Straight to Hell)
- 1988: Stormy Monday
- 1988: Dream Demon – Traumdämon (Dream Demon)
- 1989: Wahn des Herzens (Tree of Hands)
- 1989: Er? Will! Sie Nicht? (The Rachel Papers)
- 1990: Nonnen auf der Flucht (Nuns on the Run)
- 1991: Griechische Sagen – Jim Henson erzählt (The Storyteller: Greek Myths, Fernsehserie, 2 Episoden)
- 1992: The Camomile Lawn (Fernsehserie, 4 Episoden)
- 1992: Screen One (Fernsehserie, 1 Episode)
- 1994: Mord in St. Petersburg (Grushko, Fernsehserie)
- 1995: Ein ehrenwerter Diebstahl (The Steal)
- 1995: Der Engländer, der auf einen Hügel stieg und von einem Berg herunterkam (The Englishman Who Went Up a Hill But Came Down a Mountain)
- 1997: Die Insel in der Vogelstraße (The Island on Bird Street)
- 1999: Ayn Rand – Leben und Liebe für die Literatur (The Passion of Ayn Rand, Fernsehfilm)
- 1999: Die Harfenspielerin (The Harpist)
- 1999: A Kind of Hush
- 2000: Honest – Beinahe ehrlich (Honest)
- 2000: Tanze Samba mit mir (Mad About Mambo)
- 2001: Hamilton Mattress (Fernsehfilm)
- 2002: The Magnificent Ambersons (Fernsehfilm)
- 2002: Ted and Alice (Miniserie, 3 Episoden)
- 2003: A Short Film About John Bolton (Kurzfilm)
- 2003: The Blues (Dokumentarfilmserie, 1 Episode)
- 2004: Italienische Verführung – School for Seduction (School for Seduction)
- 2005: The Truth About Love – oder: Was du niemals wissen wolltest… (The Truth About Love)
- 2005: Bailey's Billion$
- 2006: These Foolish Things
- 2006: Rosamunde Pilcher: Die Muschelsucher (The Shell Seekers, Fernsehzweiteiler)
- 2007: Lilies (Miniserie, 1 Episode)
- 2007: Die verborgene Welt (The World Unseen)
- 2008: Moving Wallpaper (Fernsehserie, 3 Episoden)
- 2008: I Can't Think Straight
- 2017: L'aventure humaine (Fernsehserie, 1 Episode)